# Piombino–Livorno

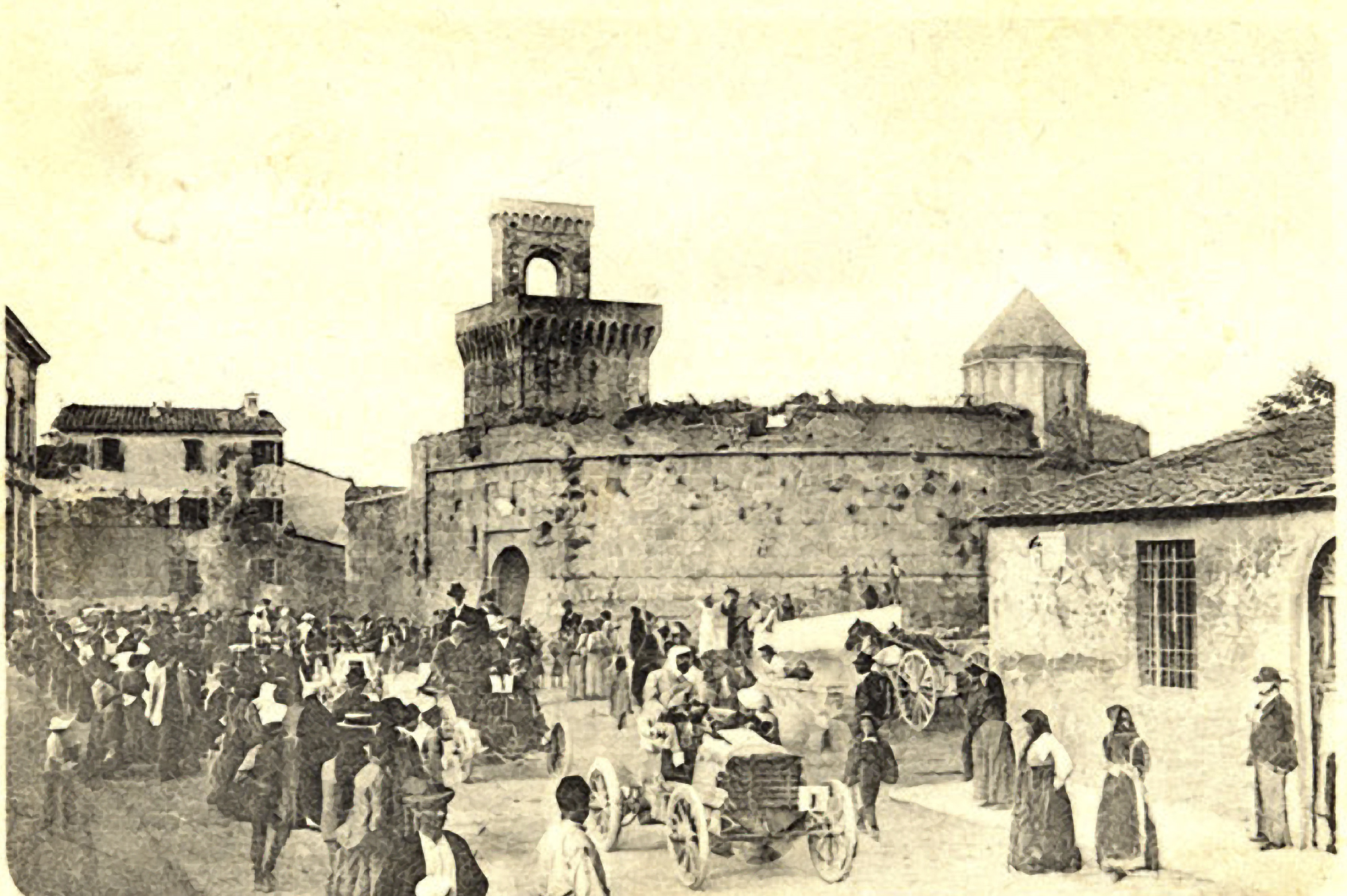
Piombino, 24. August 1901, Abfahrt an der Porta a Terra

Das Automobilrennen Piombino–Livorno gilt als das erste Motorsportereignis in der italienischen Region Toskana. Es wurde am 24. August 1901 veranstaltet und führte von Piombino nach Livorno.

## Geschichte
An der Organisation des Rennens waren der Livorneser Sommerfestausschuss, die Städte Piombino und Livorno sowie die Familien Della Gherardesca und Ginori und der italienische Touring Club beteiligt. Die Initiative wurde von dem Reifenhersteller Michelin, der für die Sieger Geldpreise zur Verfügung stellte, und vom Italienischen König Viktor Emanuel III, der dem Sieger eine Goldmedaille verlieh, unterstützt.
Ursprünglich war geplant, das Rennen über eine Distanz von 150 mi (241 km) von Grosseto nach Livorno zu veranstalten. Wegen schlechter Wetterlage, die die Strecke unbefahrbar machte, wurde sie mit Startpunkt in Piombino auf 51 mi (82 km) verkürzt. Das Rennen war Teil eines dreitägigen Ereignisses: am Samstag, den 24. August 1901 fand der „Große Preis von Seiner Majestät des Königs“ auf der alten Via Aurelia mit Startpunkt in Piombino und Ankunft in Livorno statt; am Sonntag, dem 25. August erfolgte eine Parade im Lovorneser Stadtteil Antignano und am Montag, den 26. August fanden ein 500-Meter-Beschleunigungsrennen von Antignano bis San Jacopo und eine Geschicklichkeitsfahrt am Kreisverkehr von Ardenza statt.

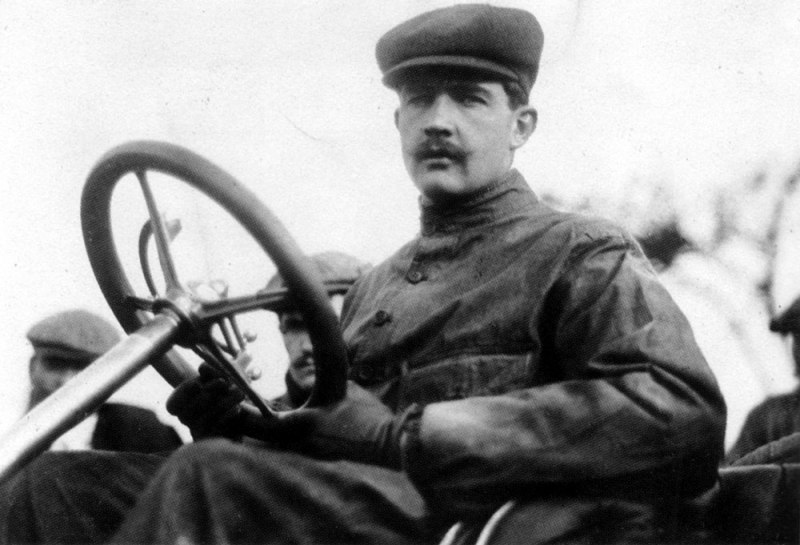
Sieger: Felice Nazzaro (hier 1907)

## Rennen
Die teilnehmenden Fahrzeuge wurden in verschiedene Kategorien unterteilt: I Kategorie – große Automobile (über 1.000 kg), II Kategorie – kleinere Automobile (unter 1.000 kg), III Kategorie – sehr kleine Automobile (bis 450 Kg), IV Kategorie – Dreiräder und V Kategorie – Krafträder. Der Start erfolgte in dieser Reihenfolge: große Automobile, Dreiräder, kleinere Automobile, sehr kleine Automobile und Krafträder. Die Startzeit musste wegen schlechter Streckenverhältnisse auf der alten Via Aurelia um einige Stunden auf 7:30 Uhr nach hinten verlegt werden. Kein Motorrad erreichte das Ziel: Renzo Mazzoleni mit seinem Ceirano 2¼ HP gab in der Nähe von Vada auf und Emanuele Rosselli mit seinem selbstkonstruierten Rosselli 2¼ HP gab bereits kurz nach dem Start wegen der unpassierbaren Piste auf.
Es siegte Felice Nazzaro auf Fiat 12 HP Corsa. Er benötigte für die 82 km 1:49.54 Stunden, was einer Durchschnittsgeschwindigkeit von 44,77 km/h entsprach. Der Wagen, den Nazzaro pilotierte, gehörte dem Grafen Camillo della Gherardesca. Das Rennen war trotz der schlechten Wetterlage ein Erfolg und ging ohne große Unfälle zu Ende.

## Anekdotik
Die Mannschaft Cotta – Morandini, die mit einem Darracq am Rennen teilnehmen wollte, wurde während ihrer Reise von Turin nach Livorno von den Carabinieri in La Spezia festgenommen, da diese per Telegramm befehligt worden waren, den ersten durchfahrenden Autofahrer als Verursacher eines Unfalls festzunehmen. Beide Autofahrer wurden erst nach zehn Stunden freigelassen, nachdem ein anderes Telegramm mit der Nachricht ankam, dass der Verursacher des Unfalls festgenommen worden war. Es war für die beiden trotzdem zu spät, um am Rennen teilzunehmen. Auch der Graf Carlo Biscaretti di Ruffia und sein Vater Roberto, die aus Turin mit einem Phénix 3½ HP anreisten, erlitten einen Motorschaden und kamen in Livorno mit dem Zug an, um dem Rennen als Zuschauer beizuwohnen.

## Ergebnis
| Platz | Pilot             | Marke              | Rangliste                 | Leistung | Gewicht  | Besitzer                        |
| ----- | ----------------- | ------------------ | ------------------------- | -------- | -------- | ------------------------------- |
| 1     | Felice Nazzaro    | Fiat 12 HP Corsa   | Automobile über 1.000 kg  | 12 PS    | 1.100 kg | Conte Camillo della Gherardesca |
| 2     | Ugobaldo Tonietti | Panhard & Levassor | Automobile über 1.000 kg  | 32 PS    | 1.200 kg | Cavalier Ugobaldo Tonietti      |
| 3     | Gaston Osmond     | De Dion-Bouton     | Dreiräder                 | 6 PS     | 150 kg   | Gaston Osmond                   |
| 4     | Galileo Serafini  | Panhard & Levassor | Automobile unter 1.000 kg | 12 PS    | 650 kg   | Principe Pietro Strozzi         |
| 5     | Guido Trieste     | Florentia          | Automobile unter 1.000 kg | 8 PS     | 480 kg   | Guido Trieste                   |
| 6     | Ettore Nagliati   | De Dion-Bouton     | Automobile unter 1.000 kg | 5 PS     | 480 kg   | Ettore Nagliati                 |
| 7     | Nourry            | De Dion-Bouton     | Dreiräder                 | 6 PS     | 150 kg   | Nourry                          |
| 8     | Ernesto Wehreim   | Darracq            | Automobile unter 1.000 kg | 12 PS    | 480 kg   | Ernesto Wehreim                 |
| Rit.  | Emanuele Rosselli | Rosselli           | Motorräder                | 2¼ PS    | 32 kg    | Emanuele Rosselli               |
| Rit.  | Renzo Mazzoleni   | Ceirano            | Motorräder                | 2¼ PS    | 32 kg    | Renzo Mazzoleni                 |
| Rit.  | ?                 | Panhard & Levassor | Fahrzeuge über 1.000 kg   | 12 PS    | 1.100 kg | Commendator Figner              |

## Verweise